# Santa Eulalia de Oscos
Santa Eulalia de Oscos (asztúriaiul: Santolaya, eonaviai nyelven Santalla d'Ozcos) egy község Spanyolországban, Asztúria autonóm közösségben. Santa Eulalia de Oscos Taramundi, Vilanova d'Ozcos, San Martín de Oscos, Grandas de Salime és A Fonsagrada községekkel határos. Lakosainak száma 425 fő (2024).

## Népesség
A település népessége az utóbbi években az alábbiak szerint változott:
| Lakosok száma | 565  | 564  | 554  | 515  | 503  | 488  | 461  | 450  | 434  | 425  |
|               | 2001 | 2004 | 2007 | 2009 | 2012 | 2014 | 2017 | 2019 | 2022 | 2024 |

## Turizmus, látnivalók
A község területén, Ferreirela de Baxóban található Antonio Raimundo Ibáñeznek, Sargadelos őrgrófjának, a spanyol fémipar modernizálásának és a minőségikerámia-gyártás előmozdítójának szülőháza, amelyben később múzeumot rendeztek be. A közelben látogatható meg a régi mazonovói öntöde is, ahol akár saját vasszöget is készíthetünk magunknak, amit emlékbe el is vihetünk.